# Enéour
Enéour (écrit "Eneour" en breton) fait partie des saints bretons plus ou moins mythiques, dont la sainteté n'est pas reconnue officiellement par l'Église catholique.

## Sa vie semi-légendaire
Dénommé encore Enegwor, Enemour, Enevor, Ener était un ermite du VIe siècle qu'on dit frère de sainte Thumette. D'origine galloise, il serait venu de l'île de Bretagne (Grande-Bretagne actuelle) sur un « vaisseau de pierre », en compagnie de sa sœur Thumette, débarquant en pays Bigouden. La vie de sa sœur est aussi inconnue que la sienne.
Son nom est cité trois fois dans le cartulaire de Landévennec et une fois dans le cartulaire de Redon. Il apparaît aussi dans les litanies du Missel de Saint-Vougay.
Bien qu'il soit représenté crossé et mitré dans l'église de Plounéour-Ménez, il ne s'ensuit pas obligatoirement qu'il ait été évêque ou abbé. Il suffirait qu'il ait regroupé autour de lui quelques disciples pour qu'on ait conclu qu'il ait accédé à la dignité abbatiale.

## Ses traces dans la Bretagne actuelle
Il a donné son nom à trois localités du Finistère : Plounéour-Ménez, Plounéour-Trez et Plonéour-Lanvern. Saint Enéour serait, selon la légende, enterré dans l’église de Plounéour-Ménez. Au nord du Roc'h Trevezel, se situe un bloc de pierre, creusé de cavités où la légende voit l’empreinte du chapeau, du livre et des sandales de saint Enéour ainsi que la marque de son corps, et qui marquerait l’endroit où il serait mort (voir Lit de saint Eneour).
Une fontaine lui est consacrée à Ploneis, paroisse dont il fut initialement le patron avant d'être supplanté par saint Gilles.

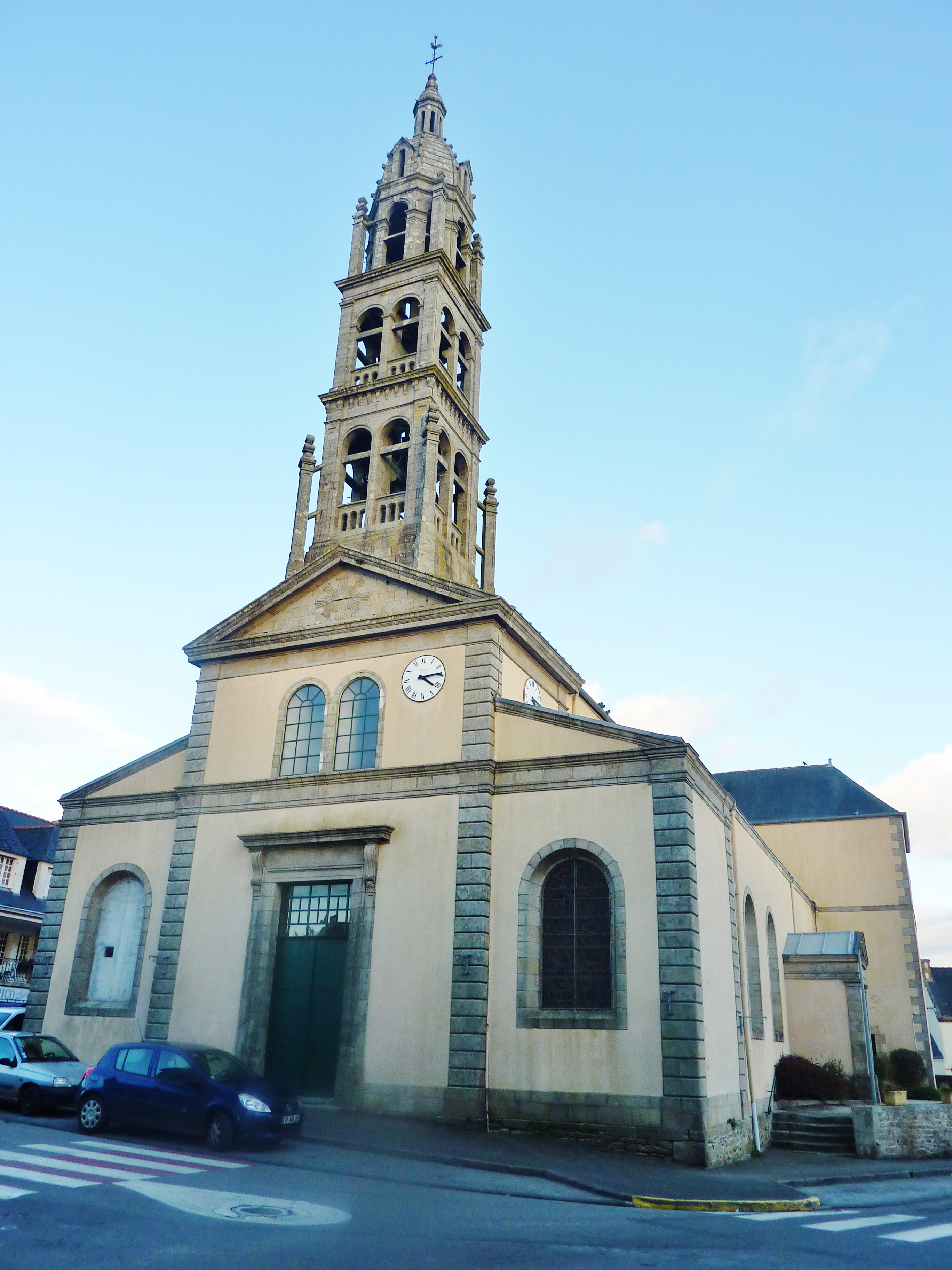
L'église paroissiale Saint-Enéour à Plonéour-Lanvern, façade.
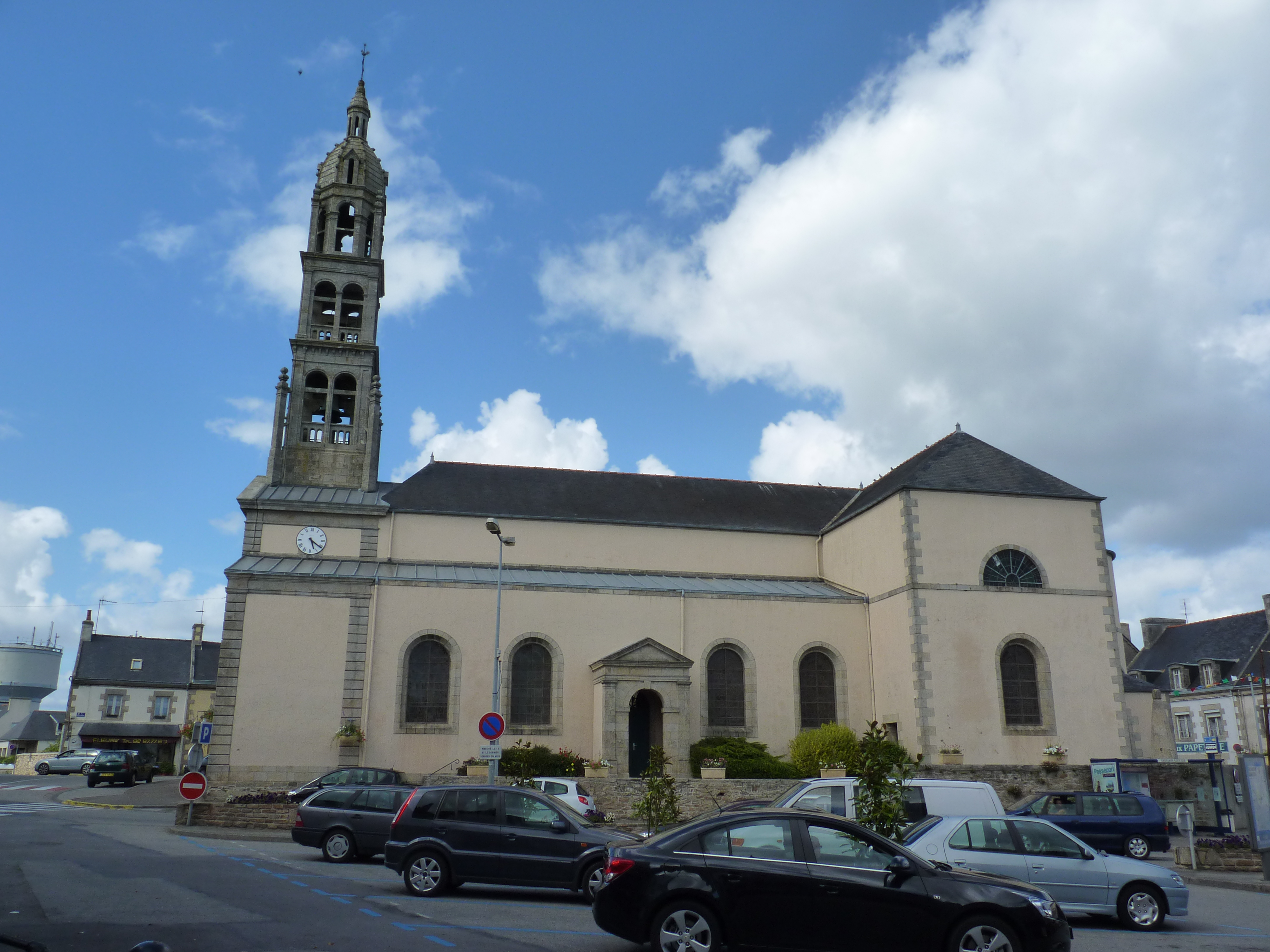
L'église paroissiale Saint-Enéour à Plonéour-Lanvern, flanc sud.